# انسياق مستضدي
الانسياق مستضدي يختلف عن الزيحان مستضدي
الانسياق المستضدي هو عملية تغير مستضدات الفيروس تنيجة لطفرات عشوائية. يؤدي عدد كبير من الانسياقات إلى مقدرة الفيروس في خداع مناعة الجسم والتسبب بالعدوى.